# 専門学校穴吹リハビリテーションカレッジ
専門学校穴吹リハビリテーションカレッジ（せんもんがっこうあなぶきリハビリテーションカレッジ）は、香川県高松市に学校法人穴吹学園が平成14年に開校した専修学校である。理学療法士及び、作業療法士の養成学校である。

## 所在地
香川県高松市上天神町字東長曽722番地1

## 学科
- 理学療法学科
- 作業療法学科